# Panserkrydsere
|  | Dublet Denne artikel handler om det samme som Panserkrydser. (Diskutér artiklen) |

En panserkrydser er en type pansret krigsskib. Betegnelsen krydser stammer fra hollandsk: kruiser og dækker over et hurtigtgående krigsskib, beregnet til at operere alene. Den oprindelige betydning af ordet – brugt siden det 17. århundrede – dækker et skib, der opererer alene, med opgaver som ødelæggelse af fjendtlige handelsskibe, opklaring for en flådestyrke og transport af vigtige meddelelser. Til disse opgaver var det for dyrt at anvende flådernes største enheder, så i stedet benyttede man fregatter, korvetter, brigger og lignende. Krydserne udviklede sig i to retninger, for det første panserkrydseren, der var næsten lige så stor som datidens slagskib, og i stand til at klare sig i fjerne farvande, og desuden en mindre krydsertype, som mest var beregnet på opklaringstjeneste og på at angribe handelsskibe.
Denne liste omfatter 159 panserkrydsere, afleveret til 14 sømagter i årene 1877 til 1911. Listen er sorteret alfabetisk efter land, og kronologisk efter skibsklasser i det enkelte land. Tallet i parentes angiver, hvornår skibet er færdigbygget.

## Argentina

### Italiensk Garibaldi-klasse
- General Garibaldi (ca. 1897)
- General San Martin (ca. 1898)
- General Belgrano (ca. 1899)
- Pueyrredon (ca. 1899)

## Chile
- Esmeralda (1896)
- O'Higgins (1898)

## Frankrig

### Bayard-klassen
- Bayard (1882)
- Turenne (1882)

### Vauban-klassen
- Vauban (1885)
- Duguesclin (1886)

### Dupuy de Lòme
- Dupuy de Lòme (1895)

### Amiral Charner-klassen (påbegyndt efter Dupuy de Lòme)
- Amiral Charner (1894)
- Chanzy (1894)
- Latouche Treville (1894)
- Bruix (1896)

### Pothuau
- Pothuau (1897)

### Jeanne d'Arc
- Jeanne d'Arc (1902)

### Gueydon-klassen
- Montcalm (1902)
- Gueydon (1903)
- Dupetit-Thouars (1905)

### Dupleix-klassen
- Dupleix (1903)
- Desaix (1904)
- Kléber (1904)

### Gloire-klassen
- Marseillaise (1903)
- Sully (1903)
- Amiral Aube (1904)
- Condé (1904)
- Gloire (1904)

### Léon Gambetta-klassen
- Léon Gambetta (1905)
- Jules Ferry (1905)
- Victor Hugo (1907)

### Jules Michelet
- Jules Michelet (1908)

### Ernest Renan
- Ernest Renan (1909)

### Edgar Quinet-klassen
- Edgar Quinet (1911)
- Waldeck-Rosseau (1911)

## Grækenland
- Georgios Averoff (1911)

## Italien

### Marco Polo
- Marco Polo (1894)

### Vettor Pisani-klassen
- Carlo Alberto (1898)
- Vettor Pisani (1899)

### Garibaldi-klassen
- Giuseppe Garibaldi (1901)
- Varese (1901)
- Francesco Ferruccio (1905)

### Pisa-klassen
- Pisa (1909)
- Amalfi (1909)

### San Giorgio-klassen
- San Giorgio (1910)
- San Marco (1911)

## Japan

### Chiyoda
- Chiyoda (1890)

### Asama-klassen
- Asama (1899)
- Tokiwa (1899)

### Yakumo
- Yakumo (1900)

### Adzuma
- Adzuma (1900)

### Idzumo-klassen
- Idzumo (1900)
- Iwate (1901)

### Kasuga-klassen
- Kasuga (1904)
- Nisshin (1904)

### Russisk Bayan-klasse
- Aso (ex-Bayan), erobret 1905

### Tsukuba-klassen
- Tsukuba (1907)
- Ikoma (1908)

### Ibuki-klassen
- Ibuki (1909)
- Kurama (1911)

## Kina

### King Yuen-klassen
- King Yuen (1888)
- Laiyuan (1888)

## Rusland

### General Admiral-klassen
- General Admiral (1875)
- Gerzog Edinburgski (1877)

### Minin
- Minin (1878)

### Vladimir Monomakh
- Vladimir Monomakh (1885)

### Dmitri Donskoi
- Dmitri Donskoi (1885)

### Admiral Nakhimov
- Admiral Nakhimov (1888)

### Pamiat Azova
- Pamiat Azova (1890)

### Rurik
- Rurik (1895)

### Rossia
- Rossia (1897)

### Gromoboi
- Gromoboi (1900)

### Bayan-klassen
- Bayan (1903) Erobret af Japan 1905.
- Admiral Makarov (1908)
- Bayan (1911)
- Pallada (1911)

### Rurik
- Rurik (1908)

## Spanien

### Infanta Maria Teresia-klassen
- Infanta Maria Teresia (ca. 1895)
- Vizcaya (ca. 1896)
- Almirante Oquendo (ca. 1896)

### Italiensk Garibaldi-klasse
- Cristóbal Colón (1897)

### Emperador Carlos V
- Emperador Carlos V (1898)

### Princesa De Asturias-klassen
- Princesa De Asturias (1902)
- Cardenal Cisneros (1903)
- Cataluna (1904)

## Storbritannien

### Shannon
- Shannon (1877)

### Nelson-klassen
- Northampton (1878)
- Nelson (1881)

### Imperieuse-klassen
- Imperieuse (1886)
- Warspite (1888)

### Orlando-klassen
- Orlando (1888)
- Australia (1888)
- Galatea (1889)
- Aurora (1889)
- Immortalité (1889)
- Narcissus (1889)
- Undaunted (1889)

### Cressy-klassen
- Cressy (1901)
- Aboukir (1902)
- Bacchante (1902)
- Hogue (1902)
- Sutlej (1902)
- Euryalus (1904)

### Drake-klassen
- Good Hope (1902)
- Drake (1903)
- Leviathan (1903)
- King Alfred (1903)

### Monmouth-klassen
- Monmouth (1903)
- Bedford (1903)
- Berwick (1903)
- Donegal (1903)
- Kent (1903)
- Cornwall (1904)
- Cumberland (1904)
- Essex (1904)
- Lancaster (1904)
- Suffolk (1904)

### Devonshire-klassen
- Devonshire (1905)
- Antrim (1905)
- Argill (1905)
- Carnavon (1905)
- Hampshire (1905)
- Roxburgh (1905)

### Duke of Edinburgh-klassen
- Duke of Edinburgh (1906)
- Black Prince (1906)

### Warrior-klassen
- Warrior (1906)
- Achilles (1907)
- Cochrane (1907)
- Natal (1907)

### Minotaur-klassen
- Minotaur (1908)
- Shannon (1908)
- Defence (1909)

## Sverige
- Fylgia (1907)

## Tyskland

### Fürst Bismarck
- Fürst Bismarck (1900)

### Prinz Heinrich
- Prinz Heinrich (1902)

### Prinz Adalbert-klassen
- Friedrich Carl (1903)
- Prinz Adalbert (1904)

### Roon-klassen
- Yorck (1905)
- Roon (1906)

### Scharnhorst-klassen
- Scharnhorst (1907)
- Gneisenau (1908)

### Blücher
- Blücher (1910)

## USA

### New York
- New York (1893)

### Brooklyn
- Brooklyn (1896)

### Pennsylvania-klassen
- Pennsylvania (1905)
- West Virginia (1905)
- Colorado (1905)
- Maryland (1905)
- California (1907)
- South Dakota (1908)

### St. Louis-klassen
- Charleston (1904)
- Milwaukee (1904)
- St. Louis (1905)

### Tennesee-klassen
- Tennesee (1906)
- Washington (1906)
- Montana (1908)
- North Carolina (1908)

## Østrig-Ungarn
- Kaiserin und Königin Maria Teresia (1894)
- Kaiser Karl IV (1900)
- Sankt Georg (1905)